# Sorcery (Kataklysm)
Sorcery è il primo album in studio del gruppo musicale canadese Kataklysm, pubblicato il 27 gennaio 1995 dalla Nuclear Blast.

## Tracce
1. Sorcery (Kataklysm Part II) - 04:56
2. Mould in a Breed (Chapter I, Bestial Propagation) - 06:13
3. Whirlwind of Withered Blossoms (Chapter II, Forgotten Ancestors) - 05:18
4. Feeling the Neverworld (Chapter III, An Infinite Transmigration) - 05:54
5. Elder God - 04:00
6. Garden of Dreams (Chapter I, Supernatural Appearance) - 05:29
7. Once... upon Possession (Chapter II, Legacy of Both Lores) - 02:38
8. Dead Zygote (Chapter III, Dethroned Son) - 05:07
9. World of Treason (Instrumental Vibrations) - 06:36